# Walram II (hrabia Nassau)
Walram II (ur. ok. 1220, zm. 24 stycznia prawdopodobnie 1276) – hrabia Nassau od 1250/1251, ojciec króla Niemiec Adolfa z Nassau, założyciel walramskiej linii dynastii Nassau. 

## Życiorys
Walram był najstarszym synem hrabiego Nassau Henryka II oraz Matyldy, córki hrabiego Geldrii Ottona I. W 1250/1251 przejął tytuł hrabiego Nassau po swoim ojcu wspólnie z młodszym bratem Ottonem I. W 1255 bracia podzielili między siebie ojcowiznę, co zapoczątkowało trwały podział dóbr Nassau pomiędzy dwie linie tej dynastii wywodzące się od braci. Walram otrzymał dobra na południe od Lahn z Wiesbaden, Idsteinem i Weilburgiem. Toczył spory z arcybiskupami Trewiru i landgrafami Hesji. Z czasem popadł w chorobę psychiczną.

## Rodzina
Przed 1250 Walram poślubił Adelajdę, córkę hrabiego Katzenelnbogen Dietera IV. Para miała następujące dzieci:
- Matylda,
- Imagina,
- Dieter, arcybiskup Trewiru,
- Adolf, hrabia Nassau, król Niemiec,
- Ruprecht,
- Walram,
- Ryszarda[1].